# 艾加·特謝拉
艾加·特謝拉（葡萄牙語：Edgar Jesus Pereira Oliveira Teixeira，1989年12月1日—），簡稱艾加，生於葡萄牙聖瑪麗亞達費拉，是一位足球員，司職中場，目前效力澳門賓菲加體育會和澳門足球代表隊。

## 球會
2017年7月1日，澳門甲組足球聯賽周日上演煞科日賽事，賓菲加於最後一戰對士砵亭，下半場艾加射入一球，協助賓菲加以7:1大勝士砵亭成為今屆聯賽冠軍。 2017年度，艾加為賓菲加在澳門甲組聯賽中合共射入十球。
2018年2月4日，澳門甲組足球聯賽，宾菲加队鄒北記，完半場前鄒北記艾達臣犯手球，賓菲加由艾加輕鬆射入12碼，半場擴大優勢至3：1。最后宾菲加以4：1取胜。

## 澳門代表隊
2016年2月14日，艾加代表澳門足球代表隊，參加在香港屯門舉行的賀歲足球友誼賽，協助澳門以2比0擊敗港超聯球隊標準流浪捧盃。同年11月，澳門足球代表隊參加2016年亞足聯團結盃，但是由於艾加回葡萄牙發展而沒有隨隊參加賽事。
2017年3月22日，澳門足球代表隊公佈二十人的名單，出戰2019年亞洲盃資格賽第三圈，作客吉爾吉斯，艾加榜上有名。

## 榮譽

### 球會
- 澳門足總盃冠軍（2017年）
- 澳門甲組足球聯賽冠軍（2017年）

### 個人
- 澳門足球明星選舉 最佳十一人（2017年）[7]

## 外部連結
- EDGAR TEIXEIRA （页面存档备份，存于） Soccerway
- Edgar Teixeira Thefinaball.com
- Edgar Teixeira （页面存档备份，存于） Transfer Markt